# Championnat d'Océanie masculin de basket-ball 2003
Navigation
Édition précédente Édition suivante
Le Championnat d'Océanie de basket-ball 2003 est le 16e championnat d'Océanie  de basket-ball masculin organisé par la FIBA Océanie, ainsi que le tournoi qualificatif pour les Jeux olympiques de 2004 d'Athènes en ce qui concerne le continent. La compétition a lieu à Bendigo, Geelong et Melbourne entre le 1er et le 4 septembre 2003.
Seules deux équipes disputent le tournoi : l'Australie et la Nouvelle-Zélande, au meilleur des 3 matchs. Dans tous les cas, même si une équipe remporte les 2 premiers matchs, le 3e est disputé.

## Les matchs
| Date               | Équipe 1  | Score   | Équipe 2         | Lieu      |
| ------------------ | --------- | ------- | ---------------- | --------- |
| 1er septembre 2003 | Australie | 79 - 66 | Nouvelle-Zélande | Bendigo   |
| 3 septembre 2003   | Australie | 90 - 76 | Nouvelle-Zélande | Geelong   |
| 4 septembre 2003   | Australie | 84 - 75 | Nouvelle-Zélande | Melbourne |